# 타르신 신전
타르신 신전(몰타어: It-Tempji ta' Ħal Tarxien, 영어: Tarxien Temples)은 몰타 타르신에 있는 석조 신전 유적으로 지중해에서 가장 오래된 석조 신전이다. 기원전 3250년경에서 기원전 2800년경 사이에 지어졌다.
이 신전에 대해 자세한 것은 아직 알 수 없지만 만약 타르신 신전의 종교가 명확하게 드러나면 세계 역사는 다시 쓰여야 할지 모른다. 이 유적은 조직적 종교 유적으로는 유럽에서 가장 오래된 곳이기 때문이다. 1992년 유네스코 세계유산에 등재된 몰타의 거석 신전에 포함되었다.